# Берн, Шон Меган
Шон Ме́ган Берн (англ. Shawn Meghan Burn, род. 1962) — американский психолог, специалист по прикладной социальной психологии, вопросам социально-психологических принципов разрешения социальных проблем, частных проблем окружающей среды, межгрупповых конфликтов, психологии окружающей среды, исследовательской методологии и групповой динамике.

## Биография
Родилась в 1962 году.
В 1982 году в Университете Содружества Виргинии получила бакалавра естественных наук по психологии.
В 1984 году в Клермонском университетском центре получила магистра гуманитарных наук по психологии, а в 1988 году там же доктора философии по прикладной социальной психологии.
В 1985—1989 годах — преподаватель психологии в Университете штата Калифорния в Фуллертоне.
В 1986—1987 годах — приглашённый профессор психологии в Клермонтском колледже Маккина.
С 1998 года — профессор психологии Политехнического университета штата Калифорния.
Является членом Американской психологической ассоциации, Общества психологии женщин (англ. Society for the Psychology of Women) и Общества психологического изучения социальных проблем.

## Научная деятельность
Её исследовательская работа посвящена факторам, способствующим сохранению традиционных гендерных норм, а также динамике социальной идентификации в борьбе за равноправие и той отрицательной реакции, которую эта борьба нередко вызывает в обществе.
На русском языке вышел перевод её книги The Social Psychology of Gender под названием «Гендерная психология», посвящённая исследованиям социальной психологии гендеров.

## Научные труды

### Монографии
- Burn S. M. (1996). The Social Psychology of Gender. New York: McGraw-Hill Education. (Берн Ш. Гендерная психология. — СПб.: ПРАЙМ-ЕВРОЗНАК, 2002. — 320 с.).
- Burn S. M. (1999). Environmental Intervention Handbook for Resource Managers: Steps for Shaping Recreationists’ Behavior. United States Department of Agriculture, Forest Service[англ.].
- Women Across Cultures: A Global Perspective
  - Burn S. M. (2000). Women Across Cultures: A Global Perspective (1st ed.). New York: McGraw-Hill Education.
  - Burn S. M. (2005). Women Across Cultures: A Global Perspective (2nd ed.). New York: McGraw-Hill Education.
  - Burn S. M. (2011). Women Across Cultures: A Global Perspective (3rd ed.). New York: McGraw-Hill Education.
- Burn S. M. (2004). Group Dynamics: Theory & Practice. Pacific Grove: Wadsworth/ITP.
- Burn S. M. (2006). Changing within to bring change outside: Group dynamics in the social change group. // Working for Peace: A Handbook of Practical Psychology. / R. McNair (Ed.). — Impact Publishing, pp. 98–108.
- Burn S. M. (2007). Environmental Intervention Handbook for Resource Managers: A Tool for Proenvironmental Behavior Change. — United States Department of Agriculture, Forest Service[англ.].

### Статьи
- Burn S. M., & Oskamp, S. (1986). Increasing community recycling with persuasive communications and public commitment. // Journal of Applied Social Psychology[англ.], 16, 29-41.
- Burn S. M., Konrad A. M. (1987). Political activity: A matter of stress, job autonomy, and contact by political organizations. // Political Psychology[англ.], 8, 125—138.
- Burn S. M., & Oskamp, S. (1989). Ingroup bias and the U.S.-Soviet conflict. // Journal of Social Issues[англ.], 45, 73-90.
- Wight A., Burn S. M. (1991). Will the use of ‘interesting’ examples as a teaching tool improve the performance of college students on college tests? // The Journal of Psychology[англ.], 125, 279—289.
- Burn S. M. (1991). Social psychology and the stimulation of recycling behaviors: The block leader approach. // Journal of Applied Social Psychology[англ.], 21, 661—629.
- Viss D., Burn S. M. (1992). Divergent perceptions of lesbians: Self and heterosexual perceptions. // Journal of Social Psychology[англ.], 132, 169—178.
- Burn S. M. (1992). Loss of control, attributions, and helplessness in the homeless. // Journal of Applied Social Psychology[англ.], 22, 1161—1174.
- Burn S. M., Nederend, S., & O’Neil, A. K. (1996). Childhood tomboyism and adult androgyny. // Sex Roles[англ.], 34, 419—428.
- Burn S. M., Aboud R., Moyles C. (2000). The relationship between gender social identity and support for feminism. // Sex Roles[англ.], 42, 1081—1089.
- Burn S. M. (2000). Heterosexuals’ use of «fag» and «queer»: Contributor to heterosexism and stigma. // Journal of Homosexuality, 40, 1-11.
- Burn S. M., Busso J. (2005). Ambivalent sexism, scriptural literalism, and religiosity. // Psychology of Women Quarterly[англ.], 29, 412—418.
- Burn S. M., Kadlec K., Rexer R. (2005). Effects of subtle heterosexism on gays, lesbians, and bisexuals. // Journal of Homosexuality, 49, 23-48.
- Burn S. M., Ward A. Z. (2005). Men’s conformity to traditional masculinity and relationship satisfaction. // Psychology of Men and Masculinity[англ.], 6, 254—263.
- Burn S. M., Winter P. L. (2008). A behavior intervention tool for recreation managers. // National Park Science, 25, 66-68
- Burn S. M. (2009). A situational model of sexual assault prevention through bystander intervention. // Sex Roles[англ.], 60, 779—792.
- Winter P. L., Burn S. M. (March, 2010). Fostering sustainable operations in a natural resource management agency: Insights from the field. // Journal of Forestry[англ.].
- Burn S. M., Winter P., Hori B., Silver N. (2012). Gender, ethnic identity, and environmental concern in Asian Americans and Euro Americans. // Human Ecology Review, 19, 136—145.